# Open GDF SUEZ de la Porte du Hainaut
L'Open GDF SUEZ de la Porte du Hainaut è un torneo professionistico di tennis giocato su campi in terra rossa. Fa parte dell'ITF Women's Circuit. Si gioca annualmente a Denain in Francia.

## Albo d'oro

### Singolare
| Anno | Campionessa     | Finalista            | Punteggio     |
| ---- | --------------- | -------------------- | ------------- |
| 2011 | Teliana Pereira | Valentina Ivachnenko | 6–4, 6–3      |
| 2012 | Kristína Kučová | Michaela Honcová     | 6–2, 1–6, 6–2 |
| 2013 | Teliana Pereira | Alberta Brianti      | 6–4, 7–5      |

### Doppio
| Anno | Campionesse                           | Finaliste                          | Punteggio |
| ---- | ------------------------------------- | ---------------------------------- | --------- |
| 2011 | Verónica Cepede Royg Teliana Pereira  | Céline Ghesquière Elixane Lechemia | 6–1, 6–1  |
| 2012 | Myrtille Georges Céline Ghesquière    | Michaela Honcová Isabella Šinikova | 6–4, 6–2  |
| 2013 | Tatiana Búa Arabela Fernández Rabener | Laura-Ioana Andrei Dia Evtimova    | 7–5, 6–2  |